# شورتبرگ
شورتبرگ (به آلمانی: Schwertberg) یک منطقهٔ مسکونی در اتریش است که در ناحیه پرگ واقع شده‌است. شورتبرگ ۱۸٫۷۹ کیلومتر مربع مساحت دارد ۲۶۸ متر بالاتر از سطح دریا واقع شده‌است.